# Svojanov
Svojanov település Csehországban, a Svitavyi járásban. Svojanov Bystré, Rohozná, Bělá nad Svitavou, Bohuňov, Trpín, Lavičné, Vítějeves, Kněževes és Hartmanice településekkel határos. Lakosainak száma 354 fő (2024. január 1.).

## Népesség
A település lakosságának változását az alábbi diagram mutatja:
| Lakosok száma | 1626 | 1958 | 1683 | 998  | 611  | 412  | 372  | 367  | 359  | 354  |
|               | 1869 | 1890 | 1921 | 1950 | 1980 | 2001 | 2017 | 2019 | 2022 | 2024 |